# Konventionen om ersättning vid olycksfall i arbetet
Konventionen om ersättning vid olycksfall i arbetet (ILO:s konvention nr 17 angående ersättning vid olycksfall i arbetet, Convention concerning Workmen's Compensation for Accidents) är en konvention som antogs av Internationella arbetsorganisationen (ILO) den 10 juni 1925 i Genève. Konventionen förpliktigar medlemsländerna att se till att arbetare som skadas ersätts för detta. Konventionen består av 19 artiklar.

## Ratificering
Konventionen har ratificerats av 74 länder, varav 3 har sagt upp den i efterhand.